# Elisabeth Biebl (Schauspielerin)

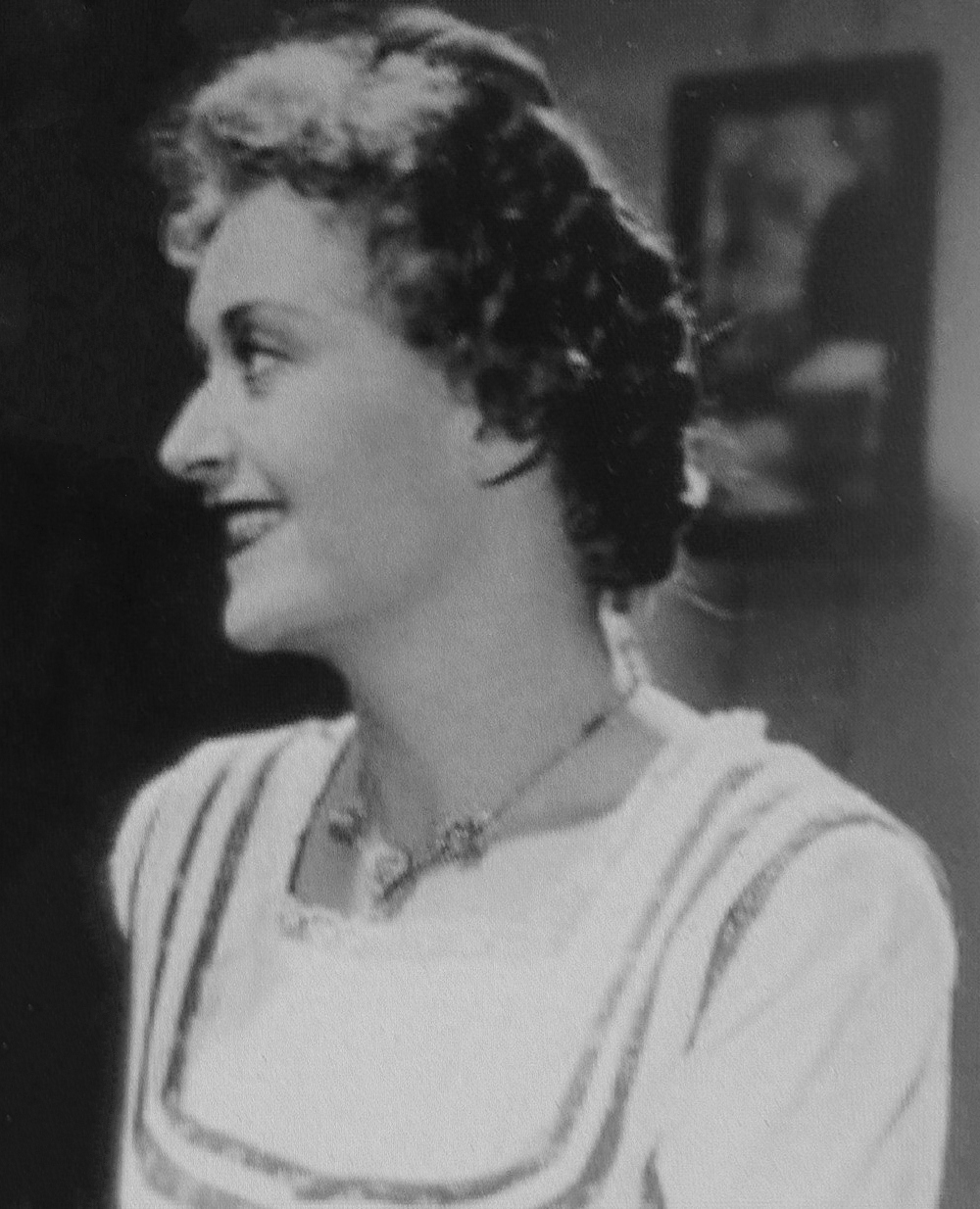
Elisabeth Biebl als Annamirl in dem Film "Die drei Dorfheiligen"

Elisabeth (Else) Biebl, auch Elisabeth Biebl von Klipstein-Sporrer (* 8. Mai 1915 in München, Deutschland; † 4. Dezember 1989 ebenda), war eine deutsche Operettensängerin (Soubrette, Sopran) und Schauspielerin.

## Leben
Sie trat bereits als Kind an der Münchener Staatsoper auf, wo sie eine Ausbildung als Tänzerin erhielt.  Von 1930 bis 1931 war sie als Tänzerin am Gärtnerplatztheater engagiert, anschließend für ein Jahr an der Bayerischen Musikbühne, einem Wanderunternehmen. Folgend studierte sie in ihrer Heimatstadt Musik und Gesang. Ihre musikalische Karriere  begann als Operetten-Soubrette am Stadttheater Fürth, dem sie von 1934 bis 1938 angehörte. 1940 wechselte die Künstlerin an das Staatstheater am Gärtnerplatz. Dort brillierte sie 1942 unter Fritz Fischer in dem Sing-/Lustspiel Gitta.  In den 1950er und 1960er Jahren war sie ein umjubelter Star am genannten Theater, wo sie an der Seite von Harry Friedauer, Rosl Schwaiger, Dorothea Chryst, Ferry Gruber, Martha Kunig-Rinach und anderen spielte und bis 1978 zum festen Ensemble gehörte. Des Weiteren wirkte Elisabeth Biebl in einigen (TV-)Filmen mit. Sie spielte u. a. die Annamirl in der ersten Verfilmung des Schwanks Die drei Dorfheiligen (1949), die Wirtin Neudecker in Der Hochzeitslader in der Fernsehserie Königlich Bayerisches Amtsgericht.
Die Künstlerin fand ihre letzte Ruhestätte auf dem Münchener Waldfriedhof. Elisabeth Biebl war dreimal verheiratet: In erster Ehe mit dem bekannten Operettensänger Hans-Heinz Bollmann und in zweiter Ehe mit dem deutschen Schauspieler Ernst von Klipstein, den sie bei den Dreharbeiten für den Film „Die drei Dorfheiligen“ kennen und lieben lernte. Auch diese Ehe hielt nicht lange und sie heiratete Peter Sporrer. Nach der dritten Scheidung nannte sie sich Elisabeth von Klipstein-Sporrer. Aus der ersten Ehe ging ein Sohn hervor. 

## Sex-Affaire während der NS-Zeit
Während des Engagements am Stadttheater Fürth in der Zeit von 1934 bis 1938 kam es zu einem Aufsehen erregenden Vorfall am Theater, bei der u. a. Elisabeth Biebl und der damalige NS-Oberbürgermeister Franz Jakob beteiligt war. Aus den späteren Ermittlungsakten der Spruchkammer Fürth im Rahmen der Entnazifizierung des ehem. Oberbürgermeisters ging folgendes hervor: Eine seiner [Jakobs] ersten Arbeiten war die Umbesetzung des Balletts am Stadttheater, die Jakob abends die Zeit vertreiben mussten. Bezeichnend ist ein Ausspruch der Fürther Bevölkerung, die sagte: „Jakob ist fromm geworden, er geht mit der „Bibel“ ins Bett.“ Gemeint wurde damals die seinerzeitige Operetten-Diva Frl. Else Biebl. Sein seinerzeitiges Verhalten und sein gesellschaftlicher Umgang bewegte sich in einem derartigen Sumpf, dass selbst ein hiesiger Kaffeetier namens Grau im Faschingszug mitging und eine große Schärpe umhängen hatte, worauf geschrieben stand: „Ich bin der alte Grau und Jakob ist eine große Sau.“ Dieser Vorfall, und einige weitere sexuellen Eskapaden des Oberbürgermeisters, sowie die persönliche Bereicherung Jakobs an jüdischem Eigentums durch sog. wilde Arisierungen im Stadtgebiet Fürth, führten später zur Zwangsversetzung Jakobs in das besetzte Polen sowie das Ende des Engagements Biebls am Stadttheater Fürth.